# Raft (ゲーム)
『Raft』（ラフト）は、海に流れている物を拾って筏を作るゲームである。Semih Parlayan（プログラマ）、Ellen Mellåker（アーティスト）、André Bengtsson（アーティスト）が開発した。

## 概要

### 対応プラットフォーム
Microsoft WindowsやMacintosh・Linuxに対応している。2018年5月23日にはSteamの早期アクセス版としてリリースされた。

### ゲームの内容
このゲームは、まだ開発版であり、メインは筏を作ったり壊したり壊されたり、筏を修理することができる。食料や飲み水が必要になる。
筏だけではなく壁・床（天井）などを設置したりもできる。
サメが筏を壊しに来る。
海から流れてくるものがあり、それをクラフトしたりできる。
食料や水分ゲージが0になると体力が減っていきゲームオーバーとなる。難易度はクリエイティブ、イージー、ノーマル、ハード

## 外部サイト
- 公式ウェブサイト
- 公式ブログ
- Raft - DevBlog
- Raft (RaftGame) - Facebook
- Raft (@RaftSurvivaGame) - X（旧Twitter）
- Raft (@raftsurvivalgame) - Instagram

| スタブアイコン | サブスタブ | この項目は、まだ閲覧者の調べものの参照としては役立たない、コンピュータゲームに関連した書きかけの項目です。この項目を加筆・訂正などしてくださる協力者を求めています（P:コンピュータゲーム/PJ:コンピュータゲーム）。 |